# Церковь Петра и Павла (Сиверский)
Церковь Петра и Павла или Петропавловская церковь — православный храм в посёлки Сиверский Гатчинского муниципального округа Ленинградской области. Построен в конце XIX века.
Выявленный памятник архитектуры.

## История
Идея постройки храма в Сиверской возникла еще в 1857 году, когда через эти места прошла Петербурго-Варшавская железная дорога. Но недостаток средств и отсутствие подходящего участка не позволили реализовать данный план. В 1887 году местный владелец дач Василий Тимофеевич Никитин выделил для строительства храма часть своей земли и деньги. В 1888 году местные жители избрали церковный строительный комитет, который возглавили В. Б. Фредерикс и В. Т. Никитин. После этого было начато строительство храма. Деревянное здание возводили по проекту архитектора М. С. Самсонова. 25 июня 1889 году храм был освящен главным священником армии и флота Александром Желобовским в честь апостолов Пётра и Павла.
В 1890 году по инициативе поэта А. Н. Майкова, доктора Никитина и других прихожан при церкви организовали народную школу. Для этих целей Никитин выделил один из одноэтажных особняков своей дачной усадьбы, расположенный неподал1ку от храма. П. Н. Зиновьев и А. Н. Майков купили нужные учебные пособия и оборудовали помещение мебелью. К 1900 году число учеников школы составляло 75 человек.
Церковь Петра и Павла в течение долгого времени не имела своего священника. Службы здесь велись представителями петербургского духовенства, которые отдыхали на дачах Сиверского.
Первоначально  церковь была приписана ко храму в селе Рождествено, а с 1893 года — к Суйдинской Воскресенской церкви. В 1902 году рядом с храмом была построена деревянная колокольня.
С 1938 года церковь фактически не действовала и с 6 июня 1941 года была официально закрыта по постановлению Леноблисполкома. Деревянную колокольню частично разобрали ещё в конце 1930-х годов, а окончательно снесли в 1980-х годах. Позже рядом с храмом была построена новая деревянная колокольня, а на месте старой установлен крест.
После оккупации посёлка немецкими войсками осенью 1941 года храм вновь возобновил свою работу и не закрывался после войны. Освящение храма по полному чину совершил 29 октября 1953 года благочинный Пригородного округа протоиерей Александр Мошинский. В том же 1953 году рядом с храмом построили деревянный дом для священника.